# Who You Love
Who You Love è un singolo del cantautore statunitense John Mayer, pubblicato il 12 agosto 2013 come terzo estratto dal sesto album in studio Paradise Valley.
Il singolo ha visto la collaborazione della cantante statunitense Katy Perry.

## Tracce
1. Who You Love – 4:12